# 32ª Brigata corazzata "Mameli"
La 32ª Brigata corazzata "Mameli" è stata una grande unità dell'Esercito italiano.

## Storia
La Brigata fu costituita nell'ottobre del 1975 e posta a difesa della Soglia di Gorizia contro un'ipotetica invasione del Patto di Varsavia. Dislocata nel Friuli-Venezia Giulia aveva il suo comando a Tauriano di Spilimbergo ed era inserita nella Divisione corazzata "Ariete" del 5º Corpo d'Armata di Vittorio Veneto, con la 132ª Brigata corazzata "Manin" e la 8ª Brigata meccanizzata "Garibaldi".
La Brigata che aveva una forza complessiva di 3.381 uomini di cui 214 ufficiali, 516 sottufficiali e 2.651 soldati di truppa, era stanziata con tutti i suoi reparti nel comune di Splimbergo, in provincia di Pordenone, tra le frazioni di Tauriano e Vacile.
La brigata "Mameli" è stata impegnata in operazioni civili, come il soccorso delle popolazioni terremotate in Friuli nel 1976 e dall'ottobre 1983 al gennaio 1984 alla missione di pace in Libano con il 23º Battaglione bersaglieri "Castel di Borgo".
La brigata venne sciolta nel 1991 in seguito alla riorganizzazione dell'Esercito italiano. Il suo ultimo Comandante fu il Generale di brigata Vincenzo Migliozzi, nato a Santa Maria Capua Vetere il 18 novembre 1938 e appartenente al 14º corso dell'Accademia Militare di Modena. Il generale Vincenzo Migliozzi ha comandato la Brigata dal 1988 fino al momento del suo scioglimento e fu posto in congedo con il grado di generale di corpo d'armata.

## Nome
La brigata prendeva il suo nome in onore del patriota Goffredo Mameli, eroe morto a difesa della seconda Repubblica Romana e autore dell'inno nazionale italiano

## Reparti
- Reparto comando e trasmissioni stanziato a Tauriano[1][2]
- 3º Battaglione carri "M.O. Galas" stanziato a Tauriano
- 5º Battaglione carri "M.O. Chiamenti" stanziato a Tauriano
- 23º Battaglione bersaglieri "Castel di Borgo" stanziato a Tauriano
- Compagnia controcarri "Mameli" stanziata a Vacile
- 12º Gruppo artiglieria da campagna semovente “Capua” stanziato a Vacile
- Compagnia genio pionieri “Mameli” stanziata a Vacile
- Battaglione logistico “Mameli” stanziato a Vacile